# Uroptychus cyrano
Uroptychus cyrano is een tienpotigensoort uit de familie van de Chirostylidae. De wetenschappelijke naam van de soort is voor het eerst geldig gepubliceerd in 2011 door Poore & Andreakis.